# Lou Jansen

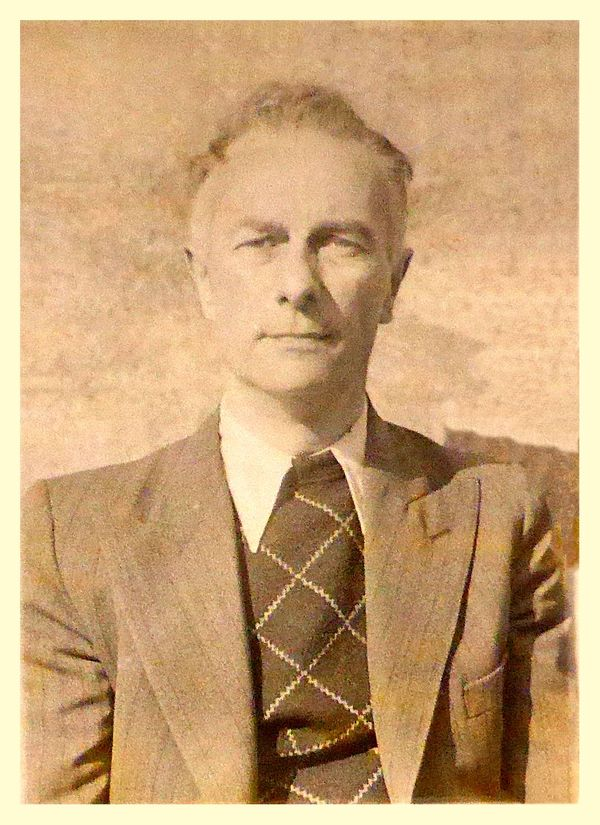
Lou Jansen (1943)

Louis „Lou“ Jansen (* 28. März 1900 in Amsterdam; † 9. Oktober 1943 in Scheveningen) war ein niederländischer Politiker der Communistische Partij van Nederland (CPN) und Widerstandskämpfer im Zweiten Weltkrieg. 1943 wurde er von den deutschen Besatzern gefangen genommen und wegen seiner Aktivitäten im Widerstand hingerichtet.

## Biografie
Jansen war in den Jahren vor Beginn des Zweiten Weltkriegs als Bürokaufmann und Vertreter bei verschiedenen Amsterdamer Firmen angestellt. Seine politische Karriere begann zunächst unauffällig, so ist etwa das genaue Datum seines Beitritts zur CPN nicht bekannt, 1938 wurde er jedoch Mitglied des Parteisekretariats. Im Anschluss an die Kapitulation der Niederlande und den Beginn der deutschen Besatzung im Mai 1940 zerschlugen sich schnell die zunächst von ihrer Führung gehegten Hoffnungen, dass die CPN würde legal bleiben können. Die nun verbotene Partei ging daraufhin in den Untergrund und formierte sich zu einer der ersten niederländischen Widerstandsorganisationen um. Die Führung übernahmen neben Jansen die beiden Politiker Paul de Groot und Jan Dieters. In der Anfangszeit des Widerstands war Jansen vor allem für die Koordinierung der Untergrundaktivitäten im Raum Amsterdam zuständig, während Dieters sich um den Rest des Landes kümmerte. In dieser Funktion spielte Jansen eine bedeutende Rolle bei der Planung des Amsterdamer Februarstreiks von 1941, der ersten bedeutenden Aktion zivilen Ungehorsams während der Besatzungszeit in den Niederlanden. Jansen passte hierbei bereits bestehende Pläne für einen Generalstreik an die besonderen Umstände – groß angelegte deutsche Razzien gegen Amsterdamer Juden – an. Ob er hierbei aus Eigeninitiative oder auf Anweisung handelte gilt als umstritten.
Waren die Widerstandsbemühungen der CPN in den Anfangsjahren der Besatzung noch durchaus erfolgreich, begann der deutsche SD die Organisation im Verlauf des Jahres 1943 zunehmend unter Druck zu setzen. Nach der Festnahme mehrerer bedeutender CPN-Mitglieder waren Jansen, de Groot und Dieters gezwungen, sich mehr oder weniger isoliert im Osten des Landes versteckt zu halten und die Leitung der CPN anderen zu überlassen. Dennoch kam es am 1. April zunächst zur Verhaftung von Dieters, dem Jansen zwei Tage später folgte. Die beiden wurden daraufhin im sogenannten Oranjehotel interniert und von den Deutschen vorhört, hierbei sollen sie sich unter Zwang vom Kommunismus distanziert, ihre Widerstandstätigkeiten eingestanden und die Namen weiterer Widerstandsmitglieder preisgegeben haben. Am 24. August erging gegen beide das Todesurteil, Gnadengesuche wurden jeweils durch Reichskommissar Arthur Seyß-Inquart abgelehnt. Die Urteile wurden schließlich am 9. Oktober 1943 auf der Waalsdorpervlakte im südholländischen Küstenort Scheveningen durch Erschießung vollstreckt.
Nach dem Ende des Krieges erhielt Jansen postum das Verzetskruis für seine Verdienste im Widerstand verliehen. Des Weiteren ist in seiner Heimatstadt Amsterdam der Platz Lou Jansenplein nach ihm benannt.